# Intellipublia
Intellipublia — программное обеспечение, разработанное в рамках пилотного проекта реформирования единого информационного пространства разведывательного сообщества США. Разработанная на движке MediaWiki, Intellipublia, аналогично Интеллипедии, формирует среду совместной работы пользователей.
Подсистема Intellipublia является совместной продуктовой линейкой (англ. Joint Product Line).

Совместная продуктовая линейка позволяет сочетать официальные публикации с оперативным размещением вставок текста внешних пользователей. Пользователи могут использовать и сравнивать «авторизованные» версии продукта с текущей версией. Размещение в тексте метки (в виде логотипа официального органа) означает, что содержание просмотрено и одобрено уполномоченными представителями данного органа. Помимо логотипов, используются также цветные метки, такие как «лидер команды» и «окончательное решение». После окончательного утверждения содержания логотип официального органа ставится на самом верху страницы. Логотипы определённого вида показывают, что кто-то из этого учреждения сделал правки, но не имеет высокого статуса для проверки содержания. Этот продукт разработан на модифицированной версии программного обеспечения MediaWiki и сохраняет историю редактирования.— 
.